# Joacim Cans
Joacim Cans (* 19. února 1970 Mora, Švédsko) je švédský zpěvák a člen metalové skupiny HammerFall.

## Biografie
Ve městě Mora žil až do svých čtrnácti let, poté se přestěhoval do Göteborgu. Velmi dlouho se věnoval plavání, dokonce byl členem švédského národního plaveckého týmu. Kvalifikace na mistrovství světa juniorů se mu však nepovedla. Nedlouho potom se rozhodl dělat něco jiného - byl zaměstnán například jako zástupce učitele nebo jako číšník v restauraci.
V roce 1991 založil s několika přáteli heavy metalovou skupinu Highlander. Dva roky nato odešel do Hollywoodu, kde začal studovat zpěv na Musician's Institute. V roce 1995 se stal členem skupiny Mrs.Hippie a nazpíval s ní jednu skladbu na album Kiss Tribute. Po jejím nahrání (album bylo mimochodem vydáno až v roce 2000) se skupina rozpadla.
Joacim se v roce 1996 stal členem skupiny HammerFall, kde píše a skládá dodnes.
V roce 2004 vydal sólové album Beyond the Gates. V roce 2008 Joacim vystoupil v soutěži Körslaged se sborem Team Cans. Šlo o sbor amatérských zpěváků z města Mora. Team Cans vystoupil také s HammerFall v roce 2012 ve švédském lomu Dalhalla.
V roce 2013 vydal Joacim sólové album Nu kan mörkret falla a také vystoupil turné s projektem Christmas Metal Symphony spolu s dalšími hudebníky jako Joey Belladonna, Chuck Billy, Udo Dirkschneider, …

## Diskografie

### HammerFall
- Glory to the Brave (1997)
- Legacy of Kings (1998)
- Renegade (2000)
- Crimson Thunder (2002)
- Chapter V: Unbent, Unbowed, Unbroken (2005)
- Threshold (2006)
- No Sacrifice, No Victory (2009)
- Infected (2011)
- (r)Evolution (2014
- Built to Last (2016)
- Dominion (2019)
- Hammer of Dawn (2022)
- Avenge the Fallen (2024)

### Warlord
- Rising Out of the Ashes (2002)

### Cans
- Beyond the Gates (2004)

### Sólové album
- Nu kan mörkret falla (2013)